# Mobutu Sese Seko

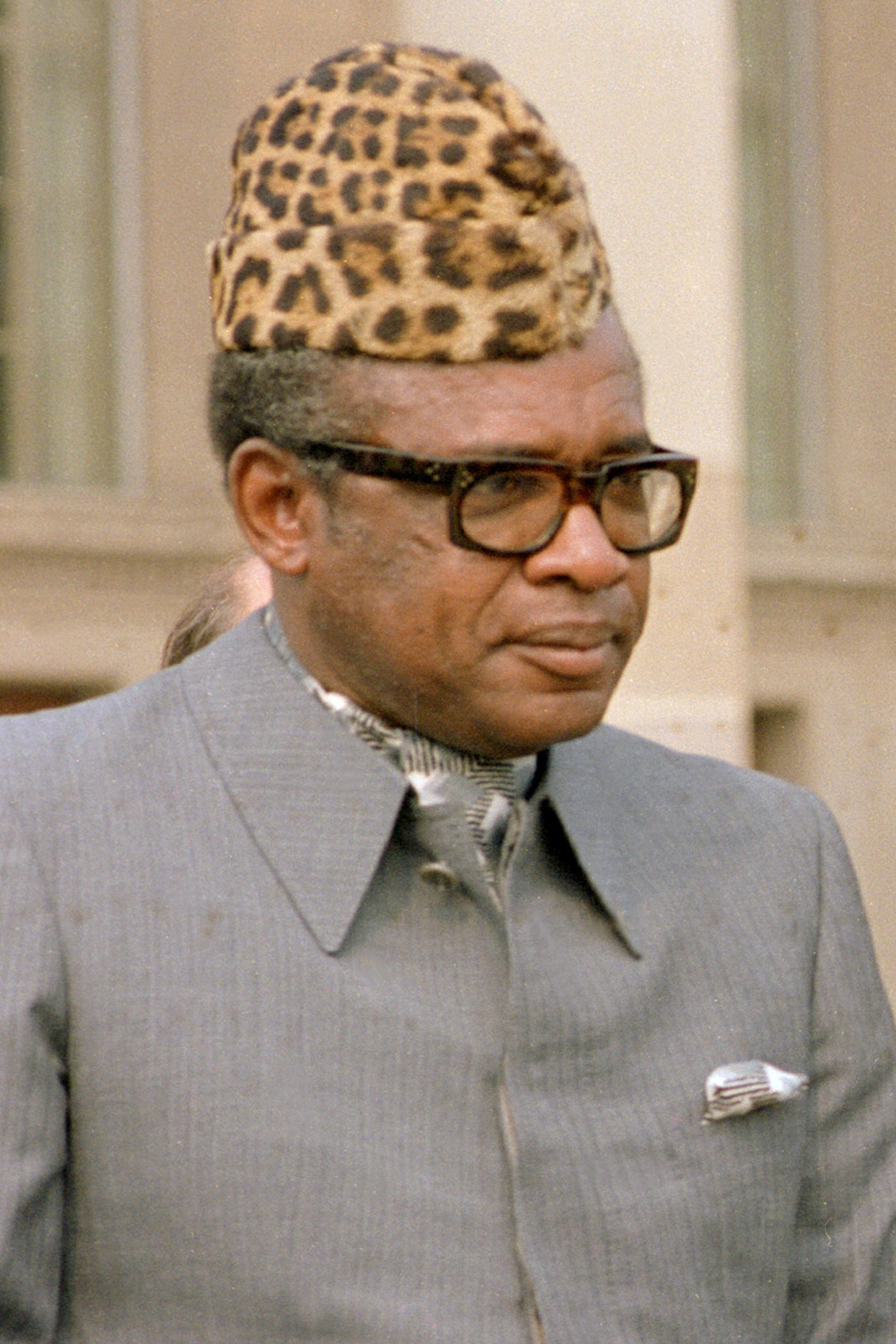
Mobutu Sese Seko bei seinem Besuch im Pentagon, 5. August 1983

Mobutu Sese Seko Kuku Ngbendu wa Zabanga (* 14. Oktober 1930 in Lisala, Provinz Mongala, Belgisch-Kongo als Joseph-Désiré Mobutu; † 7. September 1997 in Rabat, Marokko) war von 1965 bis 1997 diktatorisch regierender Präsident der Demokratischen Republik Kongo (von 1971 bis 1997 Zaire). Sein Name bedeutet „der Krieger, der von Eroberung zu Eroberung schreitet, ohne Angst zu haben“.
Im September 1960 kam er durch einen Putsch, bei dem er Patrice Lumumba und Joseph Kasavubu entmachtete, an die Macht. Nach Kasavubus Wiedereinsetzung behielt er den Oberbefehl über die Armee. Am 24. November 1965 inszenierte er einen zweiten Staatsstreich; dieser war sehr gut vorbereitet und wurde so gut ausgeführt, dass Mobutu ohne Blutvergießen die Macht übernehmen konnte. Mobutu stürzte Kasavubu, ergriff das Amt des Präsidenten und verbot alle politischen Aktivitäten. Dieser Staatsstreich im Kontext der Kongowirren und des Kalten Krieges gelang nur mit substantieller Hilfe westlicher Geheimdienste und täuschte die Öffentlichkeit über die Brutalität seiner Herrschaft hinweg.
Die Tatsache, dass der Staatsstreich ohne Blutvergießen zustande kam, wurde im Westen sogar als Verdienst Mobutus herausgestrichen. Die Lobeshymnen weisen darauf hin, dass der „Retter des Kongo vor dem drohenden Kommunismus“ mit westlicher Duldung, wenn nicht sogar auf westlichen Wink hin, gehandelt hatte. Darauf verwies auch die Dauer seiner Diktatur, die während mehr als dreißig Jahren westliche Kritik und Störmanöver auf Distanz hielt. Während der Mobutu-Diktatur durfte eine kleptokratische Clique das Land ausplündern, im Gegenzug versprach er kompromisslose Linientreue mit der westlichen Welt, ihrem Verteidigungssystem und ihrem Antikommunismus. Zudem konnte der Westen davon ausgehen, dass Mobutu auch dessen zweites Hauptinteresse garantierte, den kontinuierlichen Zugriff auf die kongolesischen Rohstoffe, insbesondere Kupfer.
Während seiner von einem Kult um seine Person geprägten Herrschaft veranlasste er 1971 die Umbenennung von Kongo in Zaire, das diesen Namen bis zum Ende der Regierung Mobutu 1997 behielt.

## Leben

### Herkunft
Mobutu wurde in Lisala im damaligen Belgisch-Kongo geboren. Mit 19 Jahren  trat er der Force Publique, der belgisch-kongolesischen Armee, bei. Während seiner Dienstzeit erreichte er den Rang eines Sergeant Major, was etwa dem deutschen Hauptfeldwebel entspricht. Nachdem er die Armee 1956 verlassen hatte, arbeitete er zunächst als Journalist und Zeitungsredakteur.

### Politischer Aufstieg
1958 schloss er sich der nationalistischen Partei Mouvement National Congolais an. Nachdem der Kongo am 30. Juni 1960 die Unabhängigkeit erhalten hatte, wurde er in der ersten Regierung zum Staatssekretär beim Premierminister, kurz danach als Oberst und Stabschef der kongolesischen Armee berufen. Die neue Regierung war ein Zweckbündnis u. a. zwischen dem Premierminister Patrice Lumumba und dem Präsidenten Joseph Kasavubu. Am 14. September 1960 wurde Lumumba in einem Staatsstreich gestürzt. An diesem Unterfangen war Oberst Mobutu in exponierter Position mit Unterstützung der CIA und des belgischen Geheimdienstes beteiligt.
Lumumba hatte geplant, die wirtschaftliche Abhängigkeit des Kongos zu bekämpfen, während westliche Staaten an der Ausbeutung der Rohstoffe wie Uran, Kupfer, Gold, Zinn, Kobalt, Diamanten, Mangan und Zink interessiert waren. Lumumba wurde nach schwerer Folterung ohne Gerichtsverhandlung erschossen.

### Staatsstreich und Präsidentschaft

Mobutu auf einer zairischen Banknote

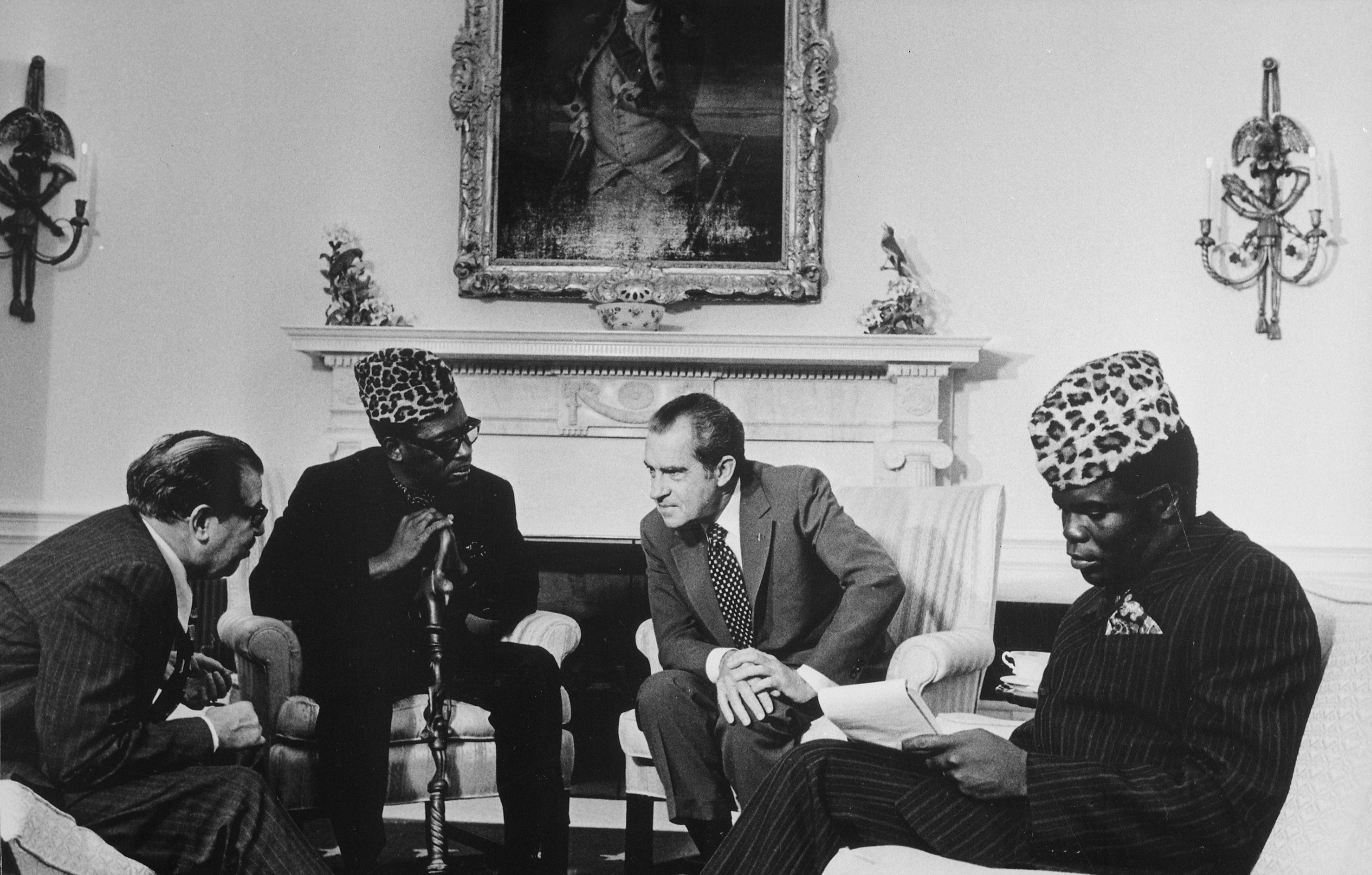
Treffen Mobutus mit Richard Nixon im Oval Office, 1973

Im Februar 1961 entließ Präsident Kasavubu das von Mobutu während des Putsches eingesetzte Kommissarskollegium und installierte eine neue Regierung unter Premierminister Joseph Iléo, Mobutu zog sich auf seine militärische Funktion zurück. Interne Machtkämpfe der Regierung zwischen Kasavubu und seinem neuen Premier Moïse Tschombé, aus denen Kasavubu als Sieger hervorging, nahm Mobutu, mittlerweile Generalleutnant, am 24. November 1965 zum Anlass, einen erfolgreichen Militärputsch gegen Kasavubu durchzuführen und übernahm mit Hilfe des vom SDECE entsannten Söldners Bob Denard selbst die Macht. Zunächst wurde seine Machtübernahme auch von breiten Teilen der Bevölkerung begrüßt. Neben anderen Gründen hatte 1960 der Machtkampf zwischen dem Staatschef Kasavubu und dem durch einen Wahlsieg hervorgegangenen Regierungschef Lumumba zum Bürgerkrieg beigetragen. Nun befürchteten weite Teile der Bevölkerung eine ähnliche Entwicklung.
Am 22. März 1966 machte er den Militär Léonard Mulamba zum Premier, erhob sich selbst zum Präsidenten und übernahm alle gesetzgeberische Macht. Bis November 1967 konnten Mobutus Truppen eine Revolte der Söldnerarmee Tschombés vollständig niederschlagen. Denards Truppe „1er Choc“ zog 1967 nach Gabun ab, nachdem sie wegen ihrer Entlassung geputscht hatte.
Zur Festigung seiner noch jungen Herrschaft benutzte er eine Kombination aus Gewalt, Korruption und der frühzeitigen Ausschaltung möglicher alternativer Machtzentren, eine Kombination, die für seine ganze weitere Herrschaft prägend blieb. Hierzu engagierte Mobutu auch ausländische Söldnertruppen. Anders als die bisherigen Politiker des jungen Landes fand er seine Machtbasis nicht in einer Partei oder einer Ethnie (also in irgendeiner Weise dem „Volk“), sondern im von ihm kontrollierten Militär und in seinem Verbündeten, den USA.
Mobutu ließ Évariste Kimba und mehrere Minister der legalen Regierung als „spektakuläres Exempel“ (Mobutu) hinrichten. Tschombé und Kasavubu stellte er vorläufig still, um so eine mögliche zukünftige Opposition zu „enthaupten“. Tschombé war in Spanien im Exil und wurde in Abwesenheit als Hochverräter verurteilt. Kasavubu wurde abgesetzt, er zog sich in sein Heimatdorf zurück. Sein Amt nahm Léonard Mulamba ein. Tschombé und Kasavubu starben beide 1969, ob Mobutu in ihren Tod verwickelt war, ist bis heute unklar.
1968 rechnete Mobutu mit dem Oppositionellen Pierre Mulele ab. Er überredete ihn dazu, aus dem Exil zurückzukehren, und versprach ihm Amnestie. Nach seiner Rückkehr wurden er und alle Leute, die ihn seit der Rückkehr besucht hatten, verhaftet und anschließend getötet. Mulele wurde öffentlich gefoltert, Augen und Genitalien herausgerissen und die Gliedmaßen eins ums andere amputiert, während er noch lebte. Sein Rumpf wurde in den Kongo-Fluss geworfen. Nach anderen Quellen wurde er nach einem kurzen Prozess erschossen.
Als propagandistisch-ideologische Untermauerung führte Mobutu angebliche Unabhängigkeitsbestrebungen durch, die er als Authenticité bezeichnete. Im Oktober 1971 ließ er etwa das Land in Republik Zaire umbenennen. Im Februar 1972 wurden alle christlichen Vornamen afrikanisiert, und der Abacost, ein spezieller Anzug, war als Kleidungsstück für Männer vorgeschrieben. 1972 nannte sich Mobutu dann auch selbst in Mobutu Sese Seko Kuku Ngbendu wa za Banga um. Dieser Name, wörtlich etwa mit „Der Hahn, der von Eroberung zu Eroberung schreitet, ohne Angst zu haben“ lässt sich sowohl als „Der allmächtige Krieger, der wegen seiner Ausdauer und dem unbeirrbaren Willen zu siegen von Sieg zu Sieg geht und Feuer hinter sich zurücklässt“ als auch mit „Mobutu auf alle Zeit, der mächtige Hahn, der keine Henne unbestiegen lässt“ interpretieren, wobei „Hahn“ im übertragenen Sinn als „Krieger“ zu lesen ist.
Ein weiterer Schritt der Authenticité-Kampagne war die „Nationalisierung“ belgischer Unternehmen (tatsächlich gingen sie praktisch in Mobutus persönlichen Besitz über), während unter der Maßgabe der USA die Bodenschätze Zaïres dem Ausland teils vorbehalten wurden. Politisch durch die USA sowie seit der Zaïreisierung wirtschaftlich durch Mobutu verdrängt, waren die Belgier, die den Kongo lang beherrscht hatten, von nun an bedeutungslos geworden. 1977 ließ Mobutu wieder belgische Investoren zu. Dies hatte jedoch eventuell auch damit zu tun, dass er zum selben Zeitpunkt die Hilfe Belgiens benötigte, um einen Katanga-Aufstand niederzuwerfen, der, aus Angola kommend, seine Herrschaft gefährdete.
Ab Mitte der 70er erlahmte die Authenticité, unter anderem, da der betriebene Personenkult um Mobutu nicht den gewünschten Erfolg beim Volk zeigte. 1977 wurde Mobutu erneut „wiedergewählt“.

### Korruption und Folgen
Mobutus Regierung, bzw. auch der Machtzirkel um die Regierung, war ähnlich wie das Marcos-Regime auf den Philippinen eine Kleptokratie. Ihr Ehrgeiz lag weniger darin, den Wohlstand der Einwohner zu erhöhen, sondern vielmehr den eigenen. Die aus dem Ressourcenabbau stammenden Devisengewinne ließ die Regierung auf Privatkonten deponieren. 1984 wurde Mobutus persönliches Vermögen auf vier Milliarden US-Dollar geschätzt. Diese Summe entsprach etwa den damaligen Auslandsschulden Zaires. Nach einer Schätzung von Transparency International eignete sich Mobutu während seiner Amtszeit durch Korruption insgesamt rund 5 Milliarden US-Dollar an. Die ausländischen Mächte ignorierten dies aus politischen Interessen, da Mobutu ein antikommunistischer Verbündeter war.
Der Staat und seine Verwaltung wurden so innerhalb kürzester Zeit funktionsunfähig. Da auch Investitionen ausblieben und Entwicklungshilfegelder in aller Regel direkt auf den Konten Mobutus verschwanden, sank die Produktivität der zairischen Wirtschaft immer weiter.

### Innere Unruhen und Entmachtung
Ab 1989 kühlte das Verhältnis zwischen Mobutus Herrschaft und den bisherigen Schutzmächten USA und Frankreich drastisch ab. Aufgrund von inneren Unruhen und andauernden wirtschaftlichen Problemen ließ Mobutu im Mai 1990 erstmals Oppositionsparteien zu. Er versprach demokratische Wahlen und setzte eine Übergangsregierung ein, allerdings richtete er es so ein, dass er auch in Zukunft die wichtigsten Machtfäden in der Hand hatte. Nach weiteren Unruhen und Revolten unbezahlter Soldaten fasste Mobutu alle Oppositionsparteien in einem Zweckbündnis zusammen, behielt aber weiterhin die Kontrolle über die relevanten Sicherheitsorgane. Nach dem Entstehen einer Gegenregierung unter Laurent Monsengwo und Etienne Tshisekedi verschlechterten sich die wirtschaftlichen Verhältnisse noch weiter, so dass beide Regierungen im Hohen Rat der Republik (Übergangsparlament) zusammengefasst wurden. Mobutu berief Kengo Wa Dondo, der für Sparpolitik und Marktreformen stand, an dessen Spitze.
1992–1994 stand Mobutus Regime kurz vor dem Zusammenbruch und die Opposition vor der endgültigen Machtübernahme.
1994 ereignete sich aber der Völkermord in Ruanda, der dem Regime Mobutus drei weitere Jahre bescheren, aber auch seinen endgültigen Zusammenbruch einleiten sollte. Das Regime wurde nunmehr wieder von den USA unter Bill Clinton und Frankreich gestützt, da beide Länder zu der Auffassung gelangten, dass aufgrund der massiven Krise in der Region „Experimente“ in Zaire nicht förderlich seien. Indes verschlechterte sich Mobutus Gesundheitszustand immer weiter, und während eines seiner Krankenhausaufenthalte in der Schweiz eroberten Tutsi einen Großteil von Ostzaire. Die Tutsi waren Mobutu schon lange feindlich gesinnt, da dieser eher auf Seiten der Hutu stand, die für den Völkermord an den Tutsi in Ruanda verantwortlich waren. Gleichzeitig fürchtete die Tutsi-Regierung, dass sich die Hutus im Osten Zaires ihrerseits reorganisieren und eine Rückeroberung Ruandas starten könnten. Anderseits waren auch aufgrund der unsagbaren Gräuel einfache Rachemotive vorherrschend, welche die Tutsi bewegten, in Ostzaire einzufallen. Als Mobutus Regierung ein Gesetz erließ, das alle Tutsi unter Androhung der Todesstrafe auswies, gingen sie in offene Rebellion über. Sie starteten eine Offensive westwärts, wobei sie sich mit anderen Oppositionsgruppen verbündeten. Nach gescheiterten Friedensgesprächen im Mai 1997 eroberten die Aufständischen Kinshasa. Neuer Präsident wurde Laurent-Désiré Kabila.
Mobutu ging nach Marokko ins Exil, wo er im September 1997 dem Prostatakrebs erlag, an dem er schon seit 1963 gelitten hatte.

## Trivia
Mobutu trug meist eine Leopardenmütze und einen Stock und ließ sich auch als „Leopardenmann“ feiern. Außerdem steuerte er am liebsten selbst das Staats- und Repräsentationsfahrzeug  Mercedes-Benz 600.